# ألبرتو سالازار
ألبرتو سالازار (بالإنجليزية: Alberto Salazar)‏ هو عداء مراثوني أمريكي وكوبي، ولد في 7 أغسطس 1958 في هافانا في كوبا.

## وصلات خارجية
- ألبرتو سالازار على موقع الاتحاد الدولي لألعاب القوى (الإنجليزية)
- ألبرتو سالازار على موقع الاتحاد الأمريكي لسباقات المضمار والميدان، قاعة المشاهير (الإنجليزية)
- ألبرتو سالازار على موقع اللجنة الأولمبية الدولية (الإنجليزية)
- ألبرتو سالازار على موقع أوليمبيديا (الإنجليزية)